# Psychrofit

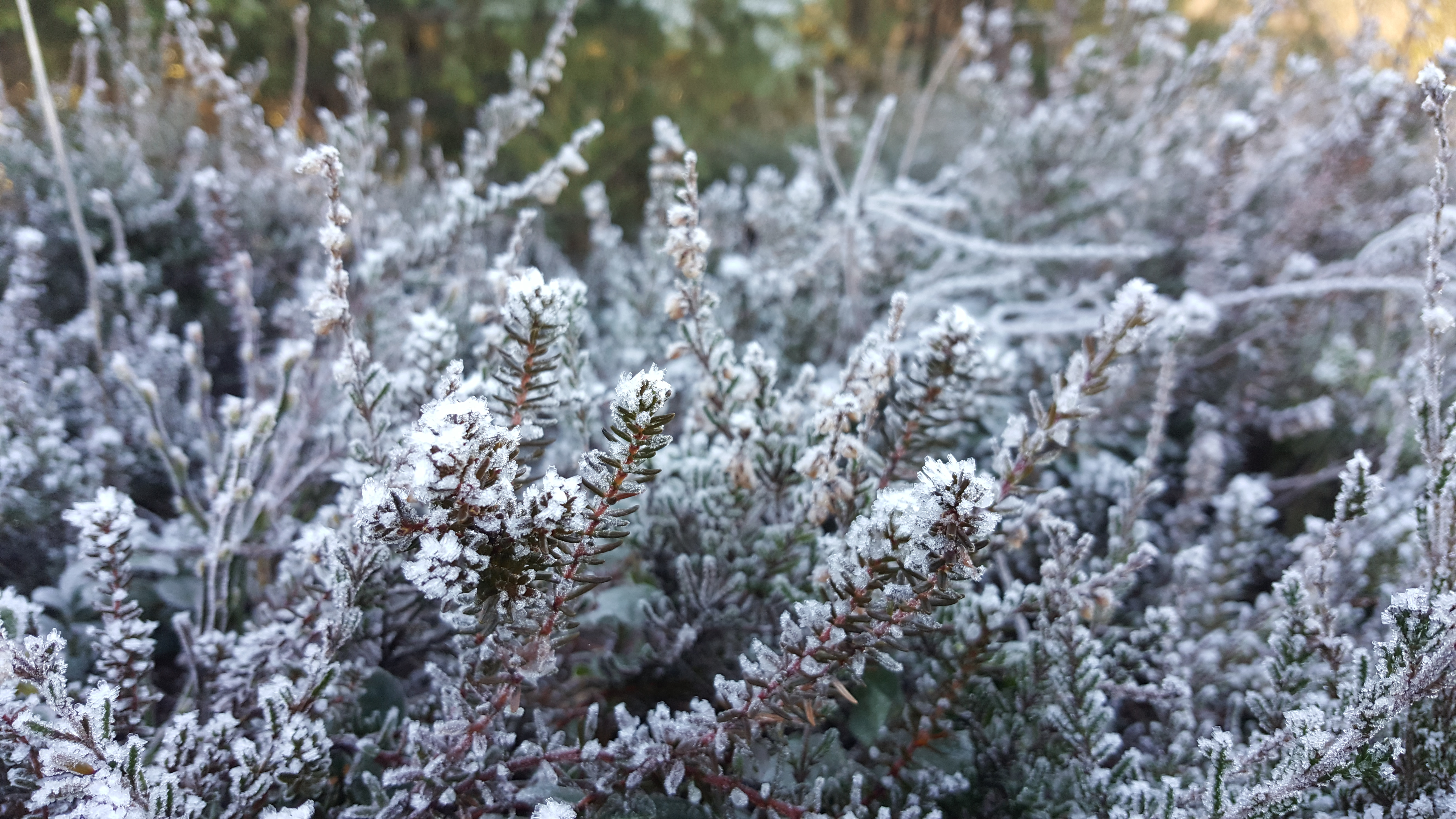
Zmrożone pędy bażyny czarnej

Psychrofit (gr. ψυχρος psychrós – zimny + φυτό fito – roślina) – rośliny o budowie kseromorficznej, tj. wskazującej na adaptację do życia w warunkach o ograniczonej dostępności wody, występujące w klimacie chłodnym, także na siedliskach wilgotnych. Budowa tych roślin służy oszczędnemu gospodarowaniu wodą ponieważ w obszarach ich występowania utrudniona jest dostępność do niej w warunkach niskich temperatur. Do psychrofitów należą drzewa i krzewinki o szpilkowych liściach rosnące w strefie borealnej, np. świerk, sosna, jodła, bażyna, wrzosiec.